# Basilichthys australis
Basilichthys australis là một loài cá thuộc họ Atherinidae. Nó là loài đặc hữu của Chile.